# Heinrich Karl Wilhelm Breithaupt
Heinrich Karl Wilhelm Breithaupt, född 1775 i Kassel, död 1856 i Bückeburg, var en tysk finmekaniker och instrumentmakare. Han var  son till Johann Christian Breithaupt.
Breithaupt, som var gymnasialprofessor i Bückeurg, skrev inom den använda matematiken och teknologin en mängd arbeten, bland vilka främsta rummet intas av Beschreibung eines neu erfundenen Markscheideinstruments (1800).